# Sommo sacerdote

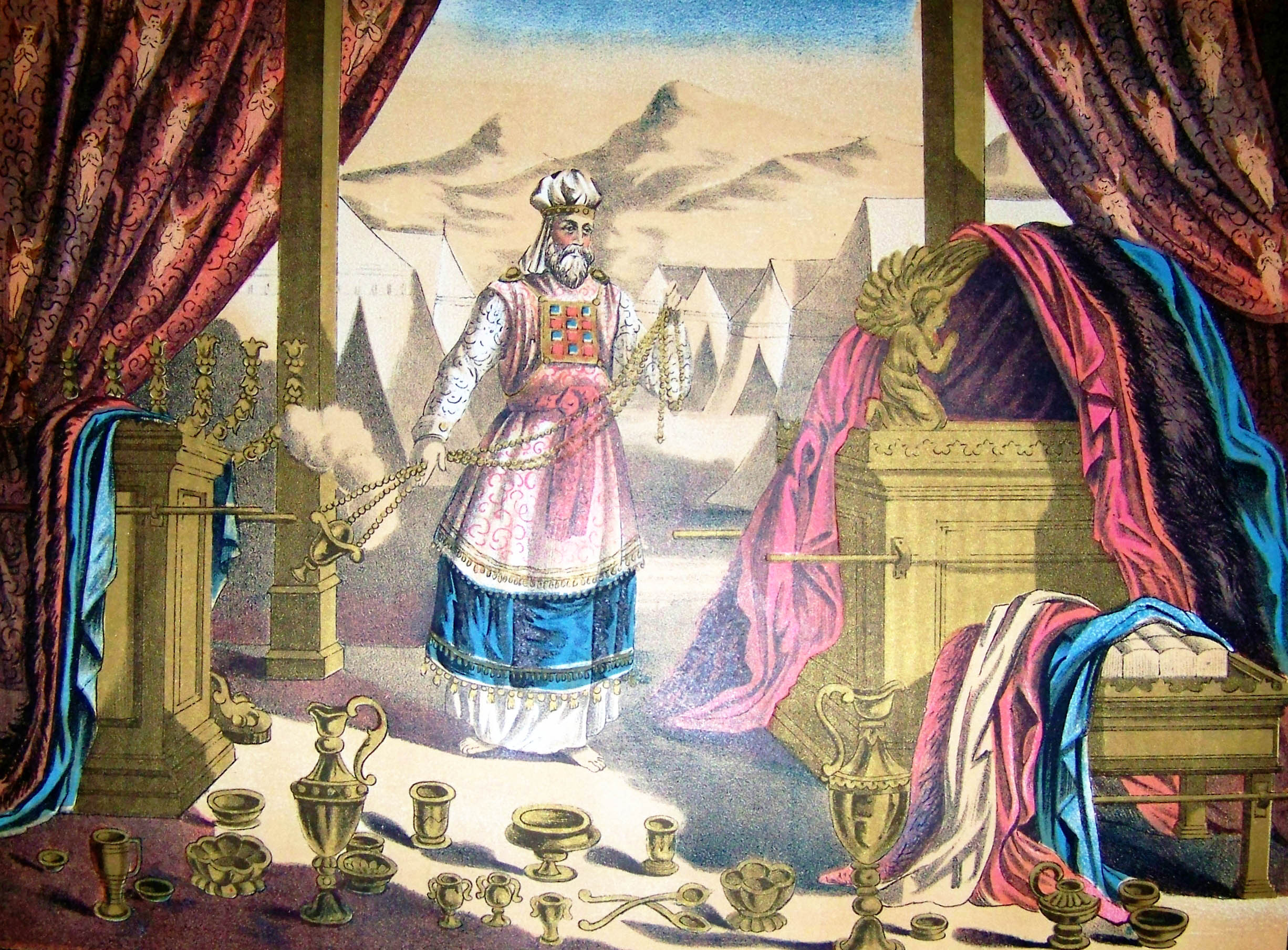
Illustrazione di una Bibbia di Holman del 1890 che raffigura il Sommo sacerdote nel Tabernacolo

Il sommo o gran sacerdote (in ebraico כּהֵן הָדֹאשׁ ,הַכֹּהֵן הַגָּדוֹל ,הַכֹּהֵן‎?, kohèn gadòl, o kohen ha-gadol) nell'antica religione ebraica era il capo della classe sacerdotale, dalla nascita della nazione israelita fino alla distruzione del Secondo Tempio di Gerusalemme. I sommi sacerdoti appartenevano alle famiglie ebraiche sacerdotali che tracciavano la loro patrilinearità fino ad Aronne, il primo sommo sacerdote e fratello maggiore di Mosè.
In tempi pre-esilici il nome comune del sacerdote capo della comunità era "il sacerdote" (ebr.: ha-Kohen; si veda per esempio, 1 Samuele 14:19,36;21:2–10). Il termine "sommo sacerdote" (ebr.: ha-kohen ha-gadol) viene usato con riferimento ad Aronne e i suoi discendenti che sono unti con olio santo (Levitico 21:10; Numeri 35:25,28; Giosuè 20:6), e successivamente al sacerdote principale del Primo e Secondo Tempio di Gerusalemme (2 Re 12:11;22:4,8;23:4; Neemia 3:1,20;13:28). Un titolo paragonabile è l'ugaritico rb khnm. L'appellativo "sacerdote capo" (ebr.: kohen ha-rosh) è un alternativo di "sommo sacerdote" (2 Re 25:18; Geremia 52:24; 2 Cronache 19:11;24:11;26:20; Esdra 7:5) e potrebbe essere coesistito insieme con "ha-kohen ha-gadol".

## Storia
Secondo il Tanakh (Bibbia ebraica) il primo sommo sacerdote fu Aronne, fratello di Mosè (XIII secolo a.C.). La carica era ereditaria. Nel X secolo a.C. Salomone depose il sacerdote legittimo e insediò Zadoq, sempre un discendente di Aronne, dando inizio a una nuova dinastia.
In epoca ellenistica (II-I secolo a.C.) la carica smise di essere ereditaria e la nomina fu affidata al regnante di turno, straniero (Seleucidi) o ebreo (Maccabei) che fosse. Erode il Grande nominò almeno 6 sommi sacerdoti, e in seguito i governatori romani si arrogarono il diritto di nomina. Sempre a partire dall'epoca ellenistica, quando il Sinedrio divenne un'istituzione stabile e influente, il Sommo Sacerdote prese a essere il capo di quest'organo legislativo ed esecutivo.
Tuttavia l'effettivo periodo di istituzione dell'ufficio e i compiti a esso correlati non sono noti con chiarezza ed è stato ipotizzato che sia sorto solo in epoca relativamente recente, in seguito al ritorno degli Ebrei dall'esilio di Babilonia e alla ricostruzione del Secondo Tempio (VI-V secolo a.C.).
Dopo la distruzione del Tempio nell'anno 70 il servizio sacerdotale cessò e con esso la carica del Sommo Sacerdote. I sacerdoti lasciarono Gerusalemme e si dispersero in varie città. In seguito anche il Sinedrio cessò di riunirsi e non fu più nominato un sommo sacerdote. Infatti, sebbene i sommi sacerdoti continuassero a officiare come presidenti del Sanhedrin (Sinedrio), sia i loro poteri reali e sia la misura di stima ritenuta presso il popolo deteriorò gradualmente, e la derisione dei sommi sacerdoti durante il periodo del tardo Secondo Tempio viene comunemente citato dalla letteratura rabbinica. Questo atteggiamento negativo dei Farisei fu probabilmente accresciuto dal fatto che i sommi sacerdoti dal periodo asmoneo in poi erano primariamente Sadducei, e frequenti litigi scoppiavano tra le due fazioni. A partire dalla fine del periodo del Secondo Tempio il Sommo Sacerdote era considerato non più di un funzionario religioso dell'amministrazione romana, e quindi persino i paramenti sacerdotali erano a volte affidati all'ufficio del procuratore romano locale e consegnato ai sacerdoti appena prima delle varie festività ebraiche. È comprensibile, pertanto, che con la presa di Gerusalemme da parte degli zeloti, uno dei loro primi atti fu la nomina di un nuovo Sommo Sacerdote, come se in tal modo si intendesse costituire un nuovo governo ebraico a Gerusalemme.

### Dati biblici

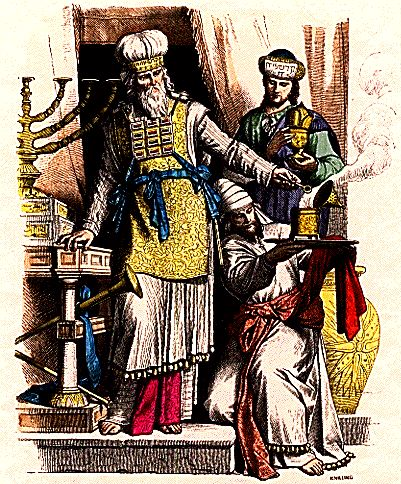
Sommo Sacerdote e Levita nel Regno di Giuda (le illustrazioni della Menorah e degli altri oggetti sacri sono ispirati dai bassorilievi dell'Arco di Tito)

Aronne, sebbene venga raramente chiamato "il grande sacerdote", essendo di solito designato come "ha-kohen" (il sacerdote), fu il primo in carica in questo servizio sacro, al quale venne nominato da Dio (Esodo 28:1-2; Esodo 29:4-5).
La successione avveniva tramite uno dei suoi figli, e doveva rimanere nell'ambito della sua famiglia (Levitico 6:15). Se non aveva figli, l'ufficio sacerdotale passava al fratello più prossimo in età: tale sembra essere stata la prassi nel periodo asmoneo. Al tempo di Eli, tuttavia (1 Samuele 2:23), la carica passò al ramo collaterale di Ithamar (vedi Eleazar). Ma Re Salomone si narra abbia deposto il Sommo Sacerdote Abiatar, insediando Zadoq al suo posto, un discendente di Eleazar (1 Re 2:35; 1 Cronache 24:2-3). Dopo l'Esilio, la successione sembra essere avvenuta inizialmente in linea diretta da padre a figlio; ma in seguito le autorità civili si arrogarono il diritto della nomina. Antioco IV Epifane per esempio, depose Onias III in favore di Giasone, che fu succeduto da Menelao.
Erode il Grande nominò almeno sei sommi sacerdoti; Archelao due. Il legato romano Quirinio e i suoi successori esercitarono il diritto alla nomina, come fece anche Agrippa I, Erode di Calcide e Agrippa II. Persino il popolo occasionalmente eleggeva dei candidati all'ufficio sacro. I sommi sacerdoti prima dell'Esilio pare venissero nominati a vita; infatti, da Aronne alla Cattività il numero dei sommi sacerdoti non fu più grande di quello dei sessanta anni che precedettero la caduta del Secondo Tempio.

## Caratteristiche e funzioni nella Torah
Il Sommo Sacerdote doveva essere maschio, senza difetti fisici, di almeno 20 anni, sposato con una israelita. L'inizio del suo ministero era sancito da una unzione solenne sul capo, presumibilmente da parte (almeno per il periodo monarchico) di un profeta di corte. La fine del ministero poteva coincidere con la morte o con la deposizione da parte del regnante. In questo caso il sommo sacerdote conservava comunque il titolo (vedi p.es. l'espressione neotestamentaria "sommi sacerdoti" riferita a Caifa e al predecessore Anna).
Secondo il Tanakh, durante il suo servizio presso la Dimora (santuario itinerante nel deserto) e in seguito il Tempio di Gerusalemme, doveva indossare speciali indumenti, in particolare un pettorale (hoshèn) con dodici gemme con inciso su ognuna il nome delle dodici tribù. Era l'incaricato del tamid, il sacrificio che a mattino e sera veniva offerto a Dio nel tempio.
Era il solo a poter entrare nel "Santo dei Santi", la camera più interna del Tempio di Gerusalemme: vi entrava una volta l'anno nella festa dello Yom Kippur, per offrire un sacrificio in espiazione dei peccati di tutto il popolo.
A partire dall'epoca ellenista, con l'instaurarsi dell'effettiva autorità del Sinedrio, sottomesso al Sommo Sacerdote, la carica viene ad assumere un notevole ruolo sociale e politico.

### Età e qualifiche

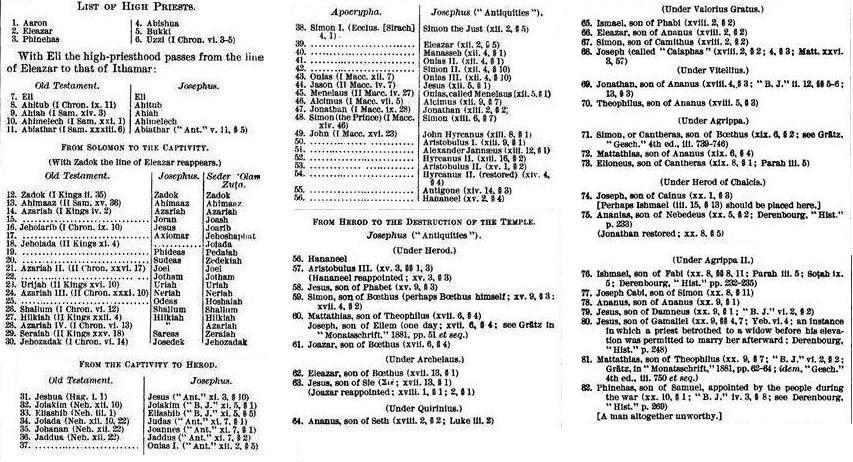
Lista dei Sommi sacerdoti, da Aronne alla distruzione del Secondo Tempio

L'età di eleggibilità all'ufficio non viene fissato dalla Legge, ma secondo la tradizione rabbinica era di venti anni. Aristobulo III di Israele tuttavia aveva solo diciassette anni quando venne nominato da Erode; ma il figlio di Onias III era troppo giovane (νήπιος) per succedere a suo padre.
La legittimità di nascita era essenziale, da qui dunque la profonda attenzione per i registri genealogici e la diffidenza per colui la cui madre era stata catturata in guerra. Il Sommo Sacerdote doveva astenersi da contaminazioni rituali. Poteva sposare solo una vergine israelita (Levitico 21:13-14). In Ezechiele 44:22 tale restrizione veniva estesa a tutti i kohanim (sacerdoti), fatta eccezione per la vedova di un sacerdote (Levirato). Non gli era permesso di entrare in contatto coi corpi dei morti, finanche dei suoi parenti più stretti, e non gli era permesso, in segno di lutto, di lasciarsi i capelli scompigliati, esposti, o di stracciarsi le vesti (Levitico 21:10 et seq.). Secondo Flavio Giuseppe, la nascita in suolo straniero non era una squalifica; ma le squalifiche di Levitico 21:17 et seq. venivano applicate sia al Sommo Sacerdote sia agli altri sacerdoti.

### Paramenti

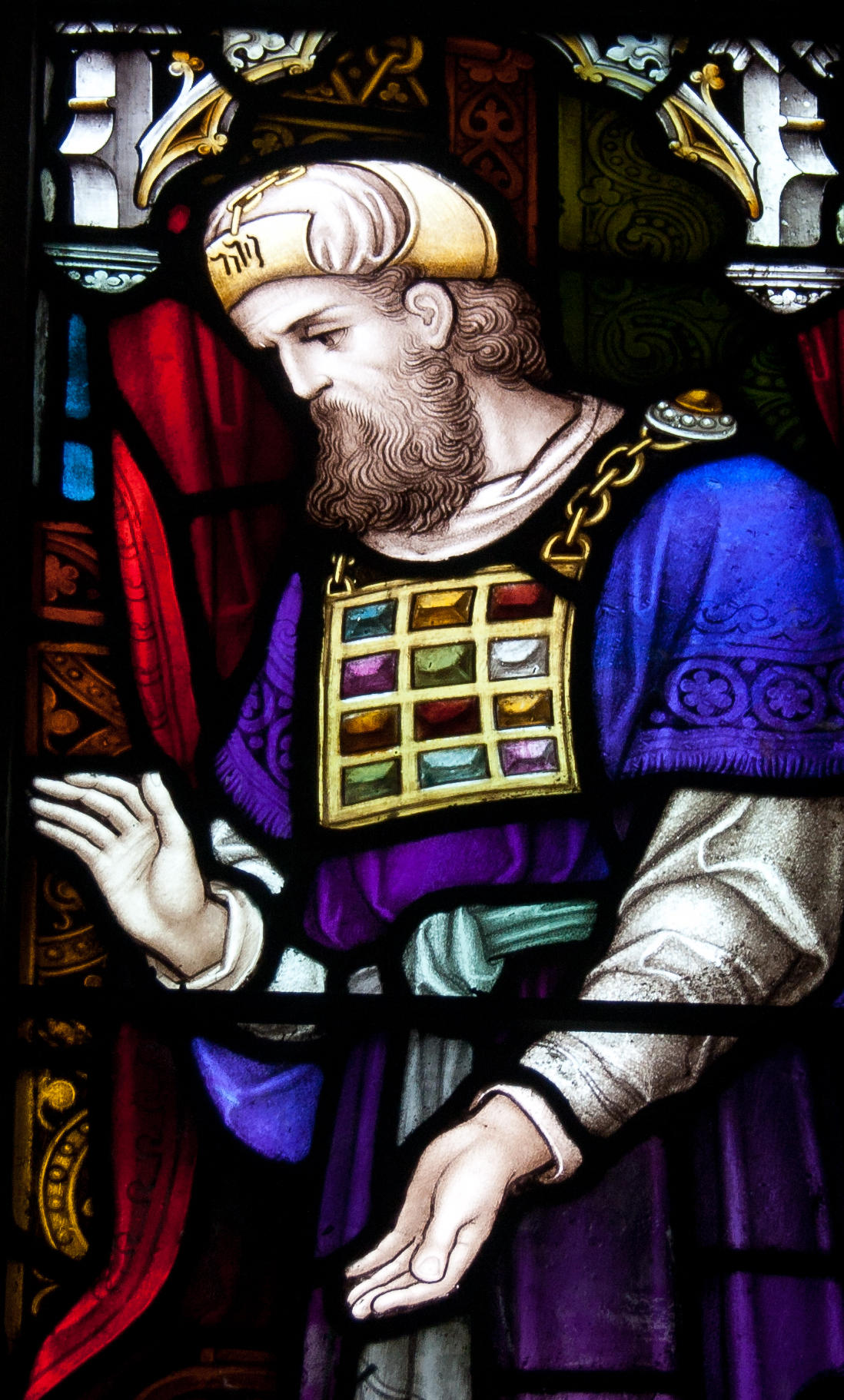
Vetrata con particolare del Kohen Gadol
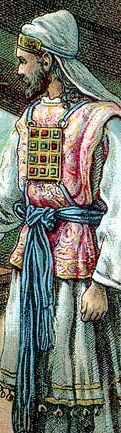
Sommo Sacerdote coi paramenti
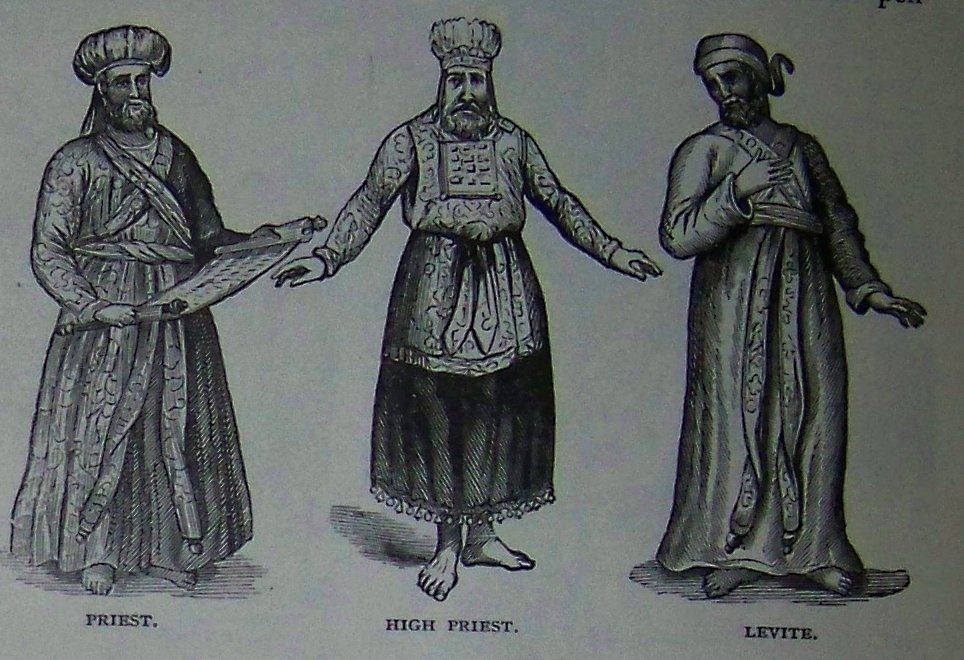
Sacerdote, Sommo Sacerdote e Levita (illustrazione del 1890, Holman Bible)
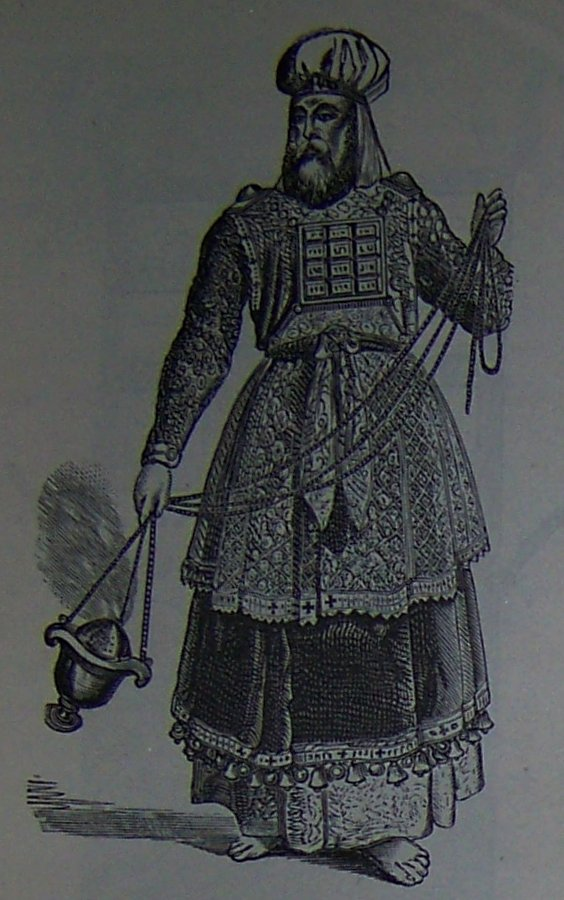
Sommo Sacerdote con tutti i paramenti
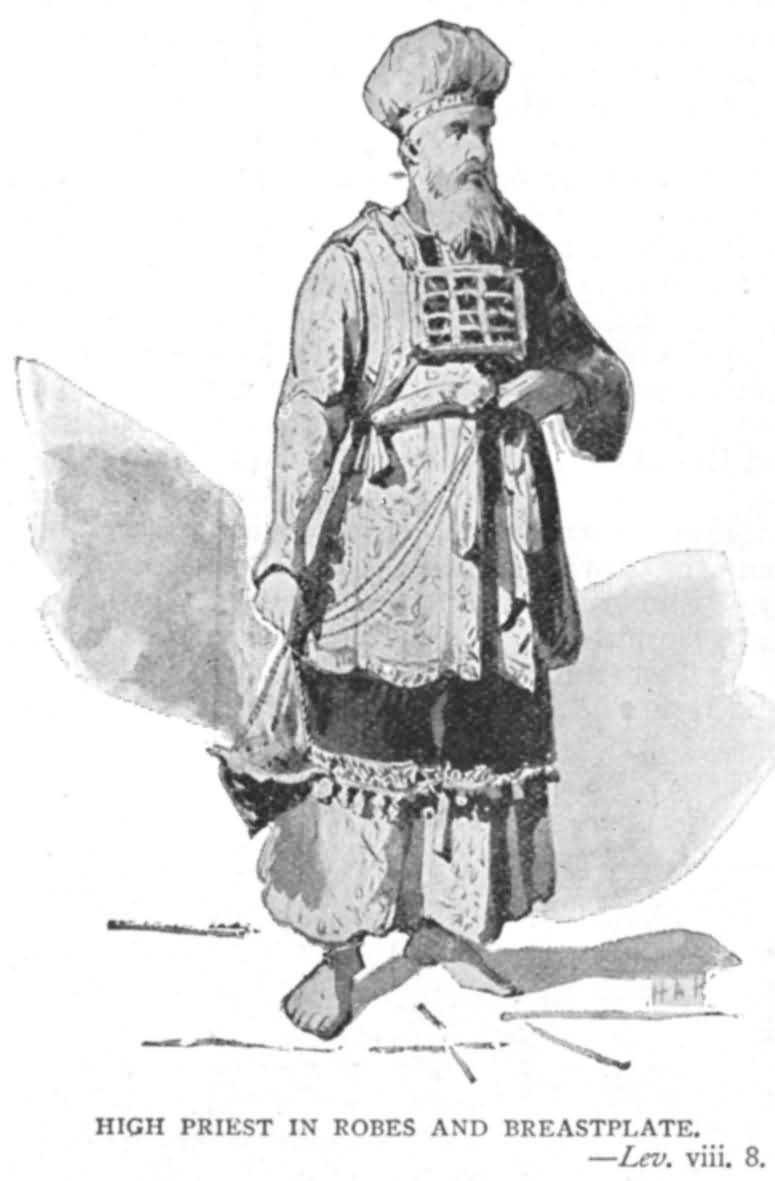
Sommo Sacerdote con vesti e pettorale
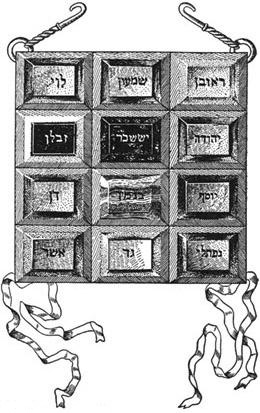
Pettorale del Sommo Sacerdote

La Torah descrive paramenti specifici che devono essere indossati dai sacerdoti quando svolgono le funzioni al Tabernacolo: "E farai per Aronne, tuo fratello, abiti sacri, che esprimano gloria e maestà." (Esodo 28:2). Tali abiti sono descritti in dettaglio su Esodo 28, Esodo 39 e Levitico 8. Il Sommo Sacerdote indossava otto indumenti sacri (bigdei kodesh). Di questi, quattro erano dello stesso tipo portato da tutti i sacerdoti, e quattro erano unici per il Kohen Gadol.
I paramenti comuni a tutti i sacerdoti erano:
- Sottovesti sacerdotali (ebraico: michnasayim מִכְנְסֵי־בָד) (braghe): pantaloni di lino che andavano dalla vita alle ginocchia "per coprire la loro nudità; " (Esodo 28:42[42])
- Tunica sacerdotale (ebraico: ketonet כֻּתֹּנֶת) (tunica): fatta di lino puro, copriva l'intero corpo dal collo ai piedi, con maniche fino ai polsi. Quella del Sommo Sacerdote era ricamata (Esodo 28:39[43]); quelle dei sacerdoti erano semplici (Esodo 28:40[44]).
- Cintura sacerdotale (ebraico: avnet אַבְנֵט) (fascia): quella del Sommo Sacerdotale era di lino pregiato con "fini ricamature" in blu e porpora rossa e scarlatto (Esodo 28:39[45], Esodo 39:29[46]); quelle indossate dai sacerdoti erano di lino bianco ritorto.
- Turbante sacerdotale (ebraico: mitznefet מִצְנֶפֶת): quello del Sommo Sacerdote era molto più grande degli altri e avvolto in modo da formare un copricapo largo e dalla cima piatta; quello dei sacerdoti era avvolto a formare un turbante a cono, chiamato migbahat.[3]

I paramenti esclusivi del Sommo sacerdote erano:
- Tonaca sacerdotale (me'il מְעִיל) ("Tonaca dell'Efod"): una veste blu senza maniche, il cui orlo inferiore era ornato da piccoli campanelli d'oro alternati a nappe a forma di melograno in blu, porpora, e scarlatto — tekhelet,[47] argaman, tolaat shani.
- Efod: una veste ricamata artisticamente o grembiule con due pietre intagliate d'onice sulle spalline, sulle quali erano incisi i nomi delle dodici tribù di Israele
- Pettorale sacerdotale (hoshen  חֹשֶׁן): con dodici gemme, ognuna incisa col nome di una delle tribù; una tasca in cui probabilmente si portavano gli Urim e Tummim. Era attaccato all'Efod.
- Sul davanti del turbante era posta una targa d'oro (tzitz צִיץ) inscritta con le parole: "Santità a Yahweh" - attaccata al mitznefet.[3]

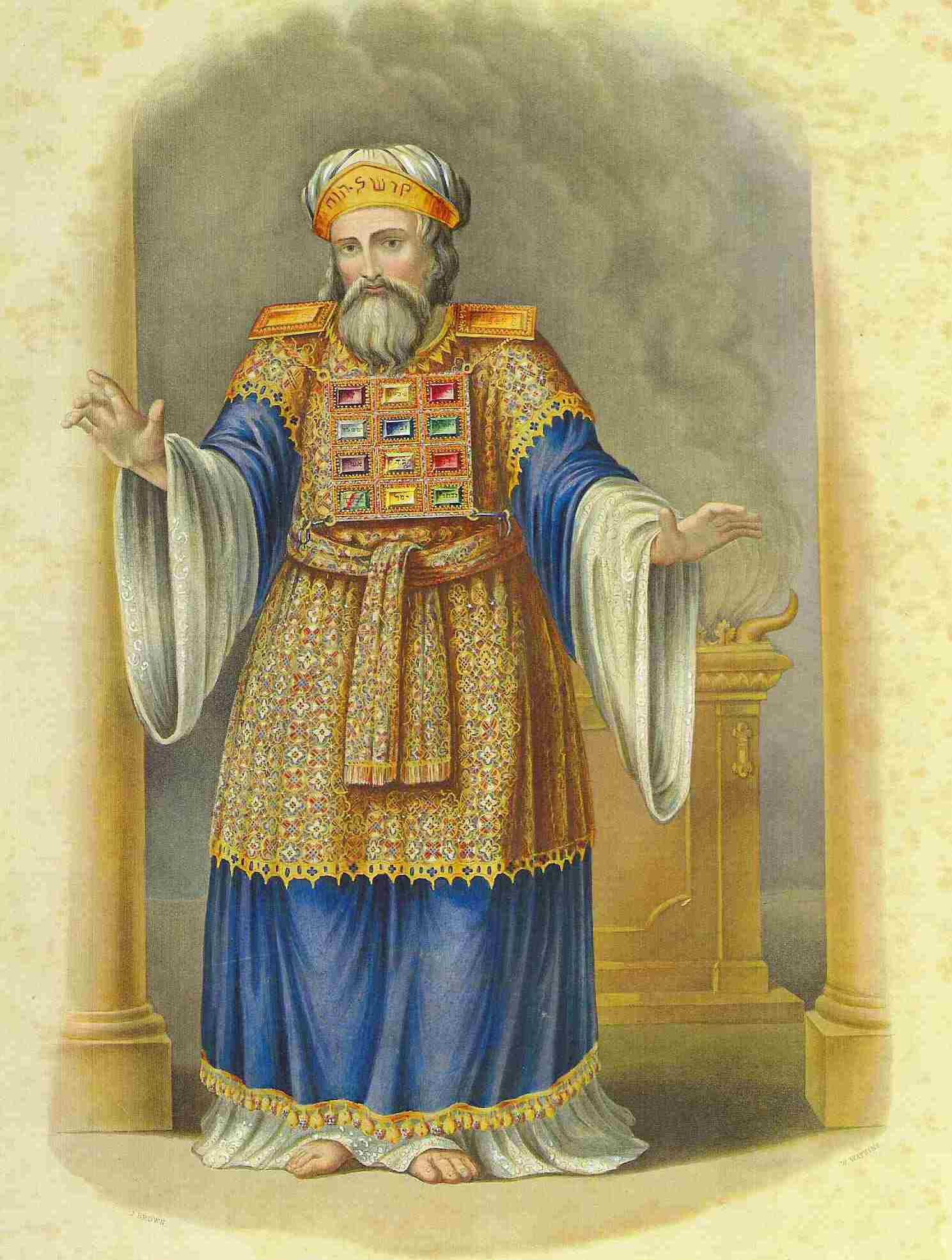
Sommo Sacerdote in piena regalità

Il Sommo Sacerdote, come tutti i sacerdoti, officiava a piedi nudi, quando era in servizio nel Tempio. Come tutti i sacerdoti, doveva immergersi nella vasca rituale (mikveh) prima della vestizione e lavarsi le mani e i piedi prima di eseguire qualsiasi atto sacro. Il Talmud insegna che né i Kohanim né il Kohen Gadol erano idonei a officiare se non indossavano i propri abiti sacerdotali: "Mentre sono vestiti in abiti sacerdotali, vengono vestiti nel sacerdozio; ma quando non indossano gli abiti, il sacerdozio non è sopra di loro" (B.Zevachim 17: B). Si insegna inoltre che, proprio come i sacrifici favoriscono l'espiazione del peccato, così fanno anche i paramenti sacerdotali (B.Zevachim 88b). Il Sommo Sacerdote aveva due completi di paramenti sacri: gli "abiti d'oro" sopra descritti, e una serie di "abiti in bisso" (bigdei ha-bad) che portava solo nel Giorno dell'Espiazione (Yom Kippur). In tale giorno, cambiava i suoi paramenti sacri quattro volte, cominciando con gli abiti dorati ma cambiandosi nelle vesti di lino per i due momenti in cui sarebbe entrato nel Santo dei Santi (la prima volta per offrire il sangue di espiazione e l'incenso, e la seconda volta per recuperare il turibolo), e poi indossando nuovamente gli abiti dorati. Si immergeva nella vasca rituale prima di ogni cambio di indumenti, lavandosi mani e piedi dopo aver rimosso gli abiti e di nuovo prima di mettersi l'altro completo. I capi di lino erano solo quattro di numero, quelli cioè corrispondenti agli indumenti indossati da tutti i sacerdoti (sottoveste, tunica, cintura e turbante), fatti di solo lino bianco, senza ricami. Potevano essere indossati una volta soltanto, e nuovi completi venivano preparati ogni anno.

## Consacrazione
La cerimonia della consacrazione, che si estendeva a un'intera settimana (Esodo 28-Esodo 29; Levitico 8), includeva certi rituali che tutti i sacerdoti dovevano eseguire: la purificazione; i sacrifici; il "riempimento" delle mani; la spalmatura del sangue. Ma Aronne, Sommo Sacerdote, veniva unto con olio santo, da cui il titolo "sacerdote unto"; altri passi affermano che tutti i sacerdoti venivano unti (Esodo 28:41, Esodo 30:30; Levitico 7:36, Levitico 10:7; Numeri 3:3).
La prima consacrazione fu celebrata da Mosè; la Bibbia non riporta chi consacrò i successivi sommi sacerdoti. Levitico 21:10 afferma enfaticamente che ogni nuovo sommo sacerdote doveva essere unto; Esodo 29:29 et seq. comanda che i paramenti ufficiali indossati dal predecessore dovevano essere indossati dal nuovo incombente mentre veniva unto e durante i sette giorni della sua consacrazione (Numeri 20:28; Salmi 133:2).

## Santità e funzioni

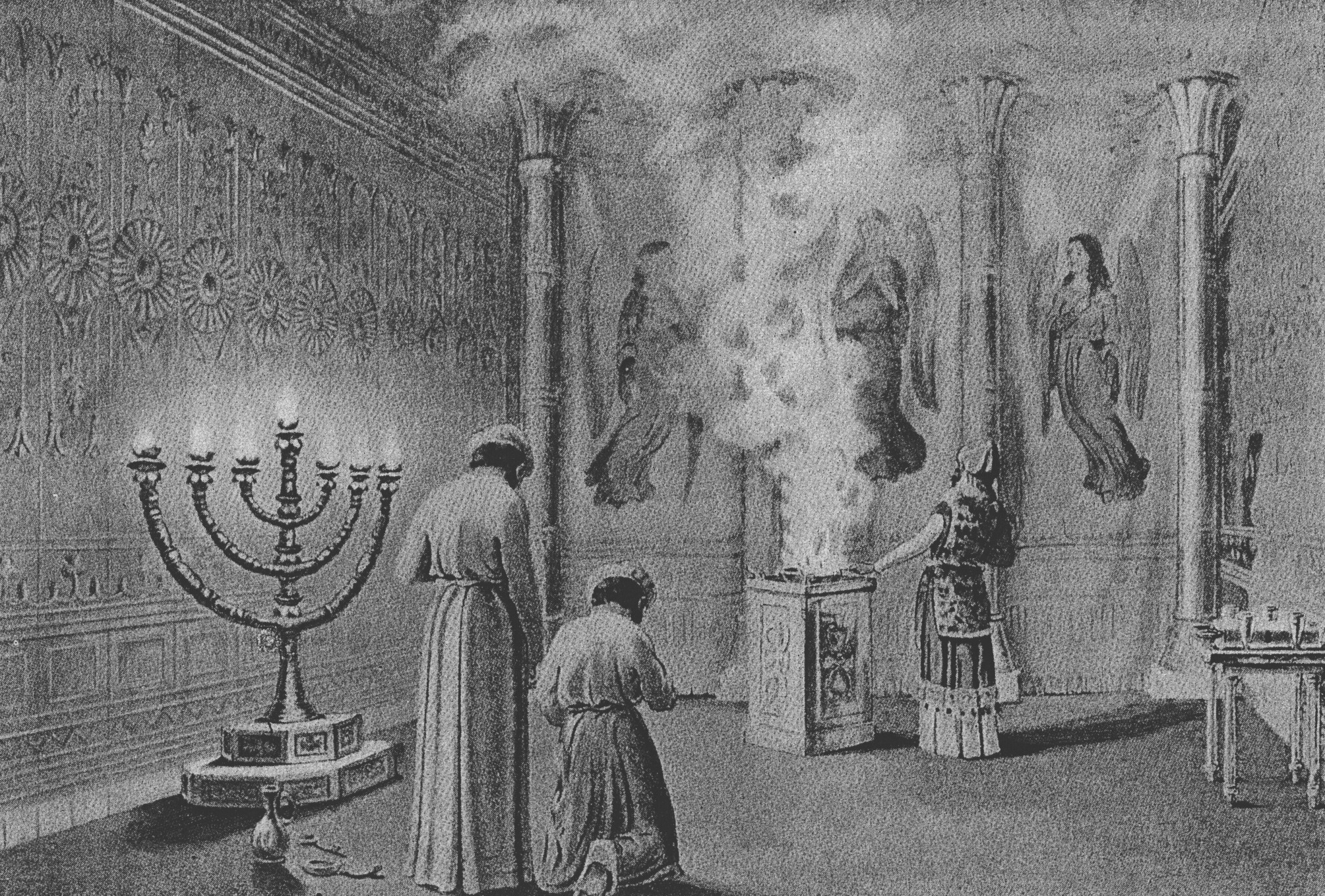
La Gloria della Shekinah pervade il Tabernacolo con l'incenso in fumo

Il rango speciale del sommo sacerdote è evidente dal fatto che i suoi peccati sono considerati come appartenenti anche al popolo (Levitico 4:3,22). Gli veniva affidata la custodia degli Urim e Tummim (Numeri 27:20 e segg.) Durante lo Yom Kippur entrava solo nel Santo dei Santi facendo anche espiazione per sé e per il popolo (Levitico 16). Soltanto lui poteva offrire sacrifici per i peccati dei sacerdoti, o del popolo, in principio e/o per alcune occasioni precipue, o di sé stesso (Levitico 4), e solo lui poteva "officiare" durante i sacrifici dopo la propria consacrazione o quella di un altro sacerdote (Levitico 9). Offriva inoltre un pasto d'oblazione ogni mattina e sera per sé stesso e l'intero corpo dei sacerdoti (Levitico 6:14-15, sebbene il testo della legge non sia del tutto definito). Non vengono date ulteriori informazioni in merito alle sue funzioni. Quantunque altri sacerdoti servissero solo quando era loro settimana a rotazione e nei giorni di festa (e anche allora la loro funzione veniva decisa per sorteggio), il Sommo Sacerdote aveva il privilegio di prendere parte "a suo piacere" a uno qualsiasi dei riti sacerdotali in qualsiasi momento. Flavio Giuseppe sostiene che il Sommo Sacerdote quasi sempre partecipasse alle cerimonie dello Shabbat, della Luna Nuova e dei Festival (Shalosh Regalim). Ciò può anche essere dedotto dalla vivida descrizione data nel Libro del Siracide I sull'entrata del Sommo Sacerdote all'altare.

## Nella letteratura rabbinica
Il Sommo Sacerdote è il capo di tutti i sacerdoti; egli deve essere unto e investito dei paramenti pontificali; ma se l'olio santo non può essere ottenuto, un'investitura con ulteriori abiti (vedi "Dati biblici", supra) è considerata sufficiente. Un sommo sacerdote investito in tale maniera è noto come merubbeh begadim. Questa investitura consiste nel fargli indossare otto capi di indumenti e nel rimuoverglieli per otto giorni successivi, sebbene (l'unzione e) l'investitura del primo giorno sia sufficiente a qualificarlo per le funzioni del suo ufficio. L'unica distinzione tra sommo sacerdote "unto" e "investito" è che il primo offriva il toro a riparazione di una trasgressione involontaria.

## "Poteri" e ruolo

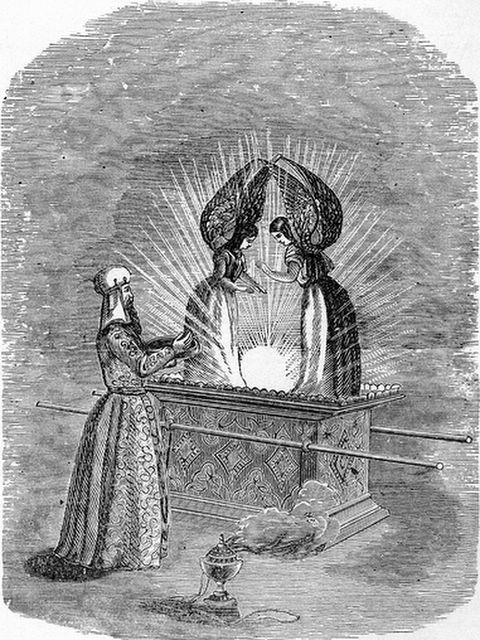
Il Sommo Sacerdote presso l'Arca

Solo il Gran Sinedrio aveva il diritto di nominare o confermare la nomina del Sommo Sacerdote. La sua consacrazione poteva solo svolgersi durante il giorno. Due sommi sacerdoti non potevano venire nominati insieme. Ogni sommo sacerdote aveva un "mishneh" (un secondo) chiamato Segan (סגן), o "memunneh", che stava alla sua destra; un altro assistente era il "Catholicos" (Yad, loc. cit. 16–17). Il diritto di successione in linea diretta o, se non possibile, collaterale, a patto che fossero soddisfatte le condizioni relative all'idoneità fisica (ibid. 20; Ket. 103b; Sifra, Ḳedoshim).
Per le trasgressioni che comportavano la flagellazione, il Sommo Sacerdote avrebbe potuto essere condannato da un tribunale di tre; nel caso così fosse accaduto, dopo essersi sottomesso alla pena, avrebbe potuto [probabilmente] riprendere il suo ufficio (Yad, loc. cit. 22). Ci si aspettava che il Sommo Sacerdote fosse superiore a tutti gli altri sacerdoti per fisico, saggezza, dignità e benessere materiale; se era povero i suoi confratelli sacerdoti contribuivano a renderlo ricco (Yoma 18a, Yad, LCV 1); ma nessuna di queste condizioni era "indispensabile".
Il Sommo Sacerdote doveva curare il suo onore. Non si poteva mischiare con la gente comune, né permettere che lo si vedesse svestito, o in un bagno pubblico, ecc.; poteva però invitare altri a bagnarsi con lui (Tosef., Sanh. IV.; Yad, loc. cit. V. 3). Non poteva partecipare a banchetti pubblici, ma poteva visitare le persone in lutto per confortarle, per quanto la sua dignità doveva anche allora esser rispettata secondo l'etichetta prescritta (Sanh. 18–19; Yad, loc. cit. V. 4).

## Restrizioni
Il Sommo Sacerdote non poteva seguire il feretro di un membro della sua famiglia deceduto, né lasciare il Tempio o la sua casa durante il periodo di lutto. Le persone lo visitavano per offrire condoglianze; nel riceverle, il Segan stava alla sua destra, il successivo in rango e il popolo alla sua sinistra. Il popolo declamava: "Noi siamo la tua espiazione" e lui rispondeva: "Siate benedetti dal cielo" (Yad, LCV 5 e Mishneh Kesef, ad loc.). Durante l'offerta di condoglianze il Sommo Sacerdote sedeva su uno sgabello, la gente sul pavimento; si stracciava le vesti, non dall'alto ma dal basso, vicino ai piedi – la pena nel caso se le strappasse dall'alto era la flagellazione. Non poteva permettere che i suoi capelli si arruffassero, né poteva tagliarseli (Yad, LCV 6). Aveva una casa adiacente al Tempio (Mid. 71b) e un'altra nella città di Gerusalemme. Il suo onore richiedeva che dovesse trascorrere la maggior parte del suo tempo nel Santuario (Yad, LCV 7). Il Sommo Sacerdote era soggetto alla giurisdizione dei tribunali, ma se accusato di un reato che comportasse la pena capitale veniva processato dal Gran Sinedrio; poteva tuttavia rifiutarsi di dare testimonianza (Sanh. 18).
Il Sommo Sacerdote doveva essere sposato e "doveva sposare solo una vergine"; per evitare rischi veniva proposto che tenesse una seconda moglie pronta immediatamente prima del Giorno dell'Espiazione (Yom Kippur) (Yoma I. 1); ma la poligamia da parte sua non era incoraggiata (= "una sola moglie"; vedi Yoma 13a, Yad, LCV 10). Poteva eseguire la halizah per evitare l'ottemperamento del levirato, possibilità che veniva data anche alla sua vedova, poiché anch'essa era soggetta al levirato; sua moglie, se da lui divorziata, poteva sposarsi di nuovo (loc. cit.; Sanh. 18). Quando entrava nel Tempio ("Hekal") era assistito oltre la tenda da tre uomini (Tamid 67a; ciò potrebbe forse avere riferimento al suo entrare nel Santo dei Santi; ma vedi Yad, LCV 11, e Mishneh Kesef, ad loc.) Poteva prendere parte al servizio ogni volta lo desiderasse (Yad, LCV 12; Yoma I 2; Tamid 67b; vedi Rashi ad loc.). Il Giorno dell'Espiazione solo lui indossava vesti bianche, mentre in altre occasioni indossava i paramenti d'oro (Yoma 60a; cfr. 68b). I sette giorni che precedevano il Giorno dell'Espiazione erano dedicati alla preparazione del suo grande cerimoniale, con numerose precauzioni adottate per prevenire qualsiasi incidente che potesse renderlo impuro leviticamente (Yoma I. 1 e segg.)
Flavio Giuseppe elenca solo cinquantadue pontificati durante il Secondo Tempio, tralasciando le seconde nomine di Giovanni Ircano II, Chananel e Joazar.

## Condizioni postesiliche

Schema dell'"ipotesi documentaria" o "teoria delle quattro fonti" del Tanakh.
'J': tradizione jahvista
'E': tradizione Elohista
'D': tradizione Deuteronomista
'P': tradizione Codice Sacerdotale
- include la maggior parte del Levitico
† include la maggior parte del Deuteronomio
‡ "Deuteronomic History (Storia deuteronomica)": Giosuè, Giudici, Samuele 1&2, Re 1&2

Dopo l'Esilio babilonese, Giosuè appare investito dalla preminenza che la fonte sacerdotale "P" attribuisce al Sommo Sacerdote (Zaccaria 3; Hag. VI. 13). In Esdra e anche nel Neemia poco rilievo viene dato al Sommo Sacerdote, la cui discendenza vien fatta risalire a Zadoq, nominato sommo sacerdote a Gerusalemme da Salomone (IRe 2:35), e Zadoq è ritenuto essere un discendente di Eleazar, figlio di Aronne (2 Cronache 5:34). Subito dopo il ritorno dalla Cattività, come si può chiaramente dedurre da Zaccaria e Aggeo, l'autorità politica non era conferita al Sommo Sacerdote. La sovranità politica (messianica) era rappresentata o attribuita a un membro della casa reale, mentre gli affari religiosi erano riservati al sommo sacerdozio, rappresentato nel Libro di Zaccaria da Giosuè. Ma nel corso del tempo, man mano che la speranza messianica ebraica, o anche la speranza di autonomia dal dominio straniero (persiano, greco, egiziano, o siriano) la sovranità divenne più debole e il Sommo Sacerdote divenne anche un capo politico della congregazione, tanto per la considerazione a lui riservata dalle potenze sovrane e dai loro viceré, quanto anche per effetto della sempre più completa accettazione del codice levitico da parte degli ebrei devoti e praticanti. A questo proposito il racconto biblico (1 Maccabei 7:14) che i rigoristi ricevettero il Sommo Sacerdote Alcimo con fiducia perché era "un sacerdote della stirpe di Aronne", è significativo.

## Aspetti politici
Ecclesiastico 1 (Siracide 1 è un'altra prova della grande riverenza in cui era tenuto il Sommo Sacerdote). L'assunzione dell'autorità principesca da parte dei sommi sacerdoti maccabei (gli Asmonei) fu semplicemente l'ultimo anello di questo sviluppo che, a partire dalla morte di Zorobabele, ebbe a combinare i due ideali, quello politico-messianico e quello levitico-religioso, in un unico ufficio. Ma dopo che il breve periodo di massimo splendore di indipendenza nazionale fu giunto a ingloriosa chiusura, il sommo sacerdozio mutò nuovamente in carattere, in quanto cessò di essere ereditario e un ufficio vitalizio. I sommi sacerdoti furono nominati e rimossi con grande frequenza (vedi sopra). Questo potrebbe spiegare l'altrimenti strano uso del titolo al plurale (gr. ἀρχιερεῖς) nel Nuovo Testamento e in Flavio Giuseppe (Vita, § 38; "B. J." II. 12, § 6; IV. 3, §§ 7, 9; IV. 4, § 3). I sommi sacerdoti deposti sembrano mantenessero il titolo e continuassero a esercitare determinate funzioni; tuttavia, il servizio sacro nel Giorno dell'Espiazione era riservato al Kohen Gadol in carica. Ma anche nei successivi periodi l'ufficio era riservato a poche famiglie di grande reputazione (probabilmente i bene kohanim gedolim; Ket. xiii. 1-2; Oh. xvii. 5; vedi anche Flavio Giuseppe, "B. J." VI. 2, § 2; cfr. Schürer, "Gesch." 3ª ed., II. p. 222).

## Connessioni col Sinedrio
1. Zugot
2. Tannaim
3. Amoraim
4. Savoraim
5. Gaonim
6. Rishonim
7. Acharonim

Il Sommo Sacerdote presiedeva il Sinedrio. Questa interpretazione è in conflitto con la tarda tradizione ebraica in base alla quale il Tannaim fariseo (lo Zugot) a capo delle yeshivot presiedeva anche il Gran Sinedrio (Ḥag. II. 2). Tuttavia, una lettura attenta delle fonti ("Ant." Xx 10;... "Contra Ap." II, § 23; comp "Ant". IV 8, § 14; XIV 9, §§ 3-5 [Ircano II come presidente]; XX. 9, § 1 [Ananus]), così come il fatto che nel periodo postmaccabeo il Sommo Sacerdote si reputava esercitasse suprema autorità in tutte le funzioni, politiche, giuridiche e sacerdotali, dimostra con quasi certezza che la presidenza del Sinedrio fosse affidata al Sommo Sacerdote.

## Voci correlate

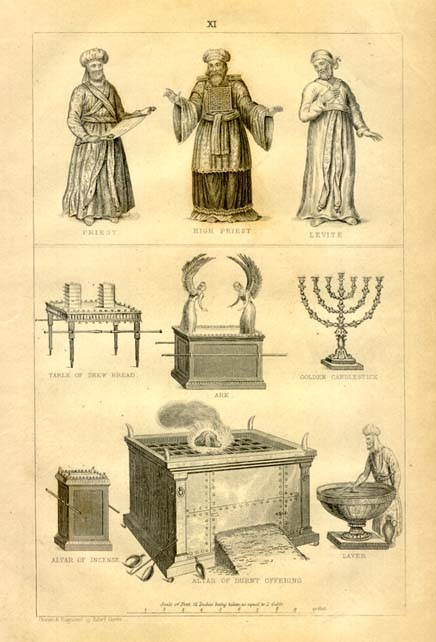
Sacerdoti e oggetti religiosi del Tempio